# Амарна
| N27 · X1 · O1 | M17 | X1 · N35 · N5 |

| N27 · X1 · O1 | M17 | X1 · N35 · N5 |

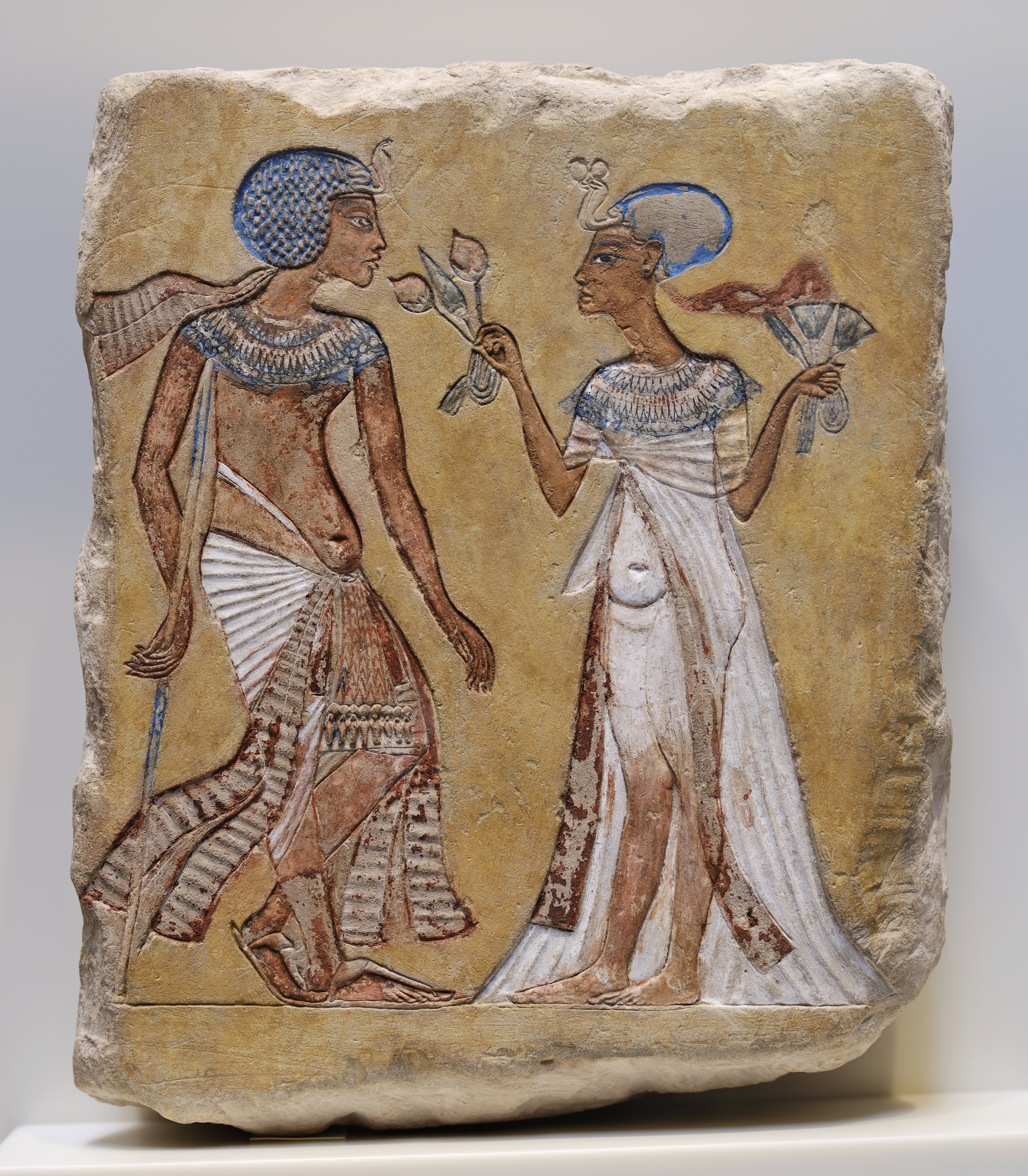
Рельєф з Амарни

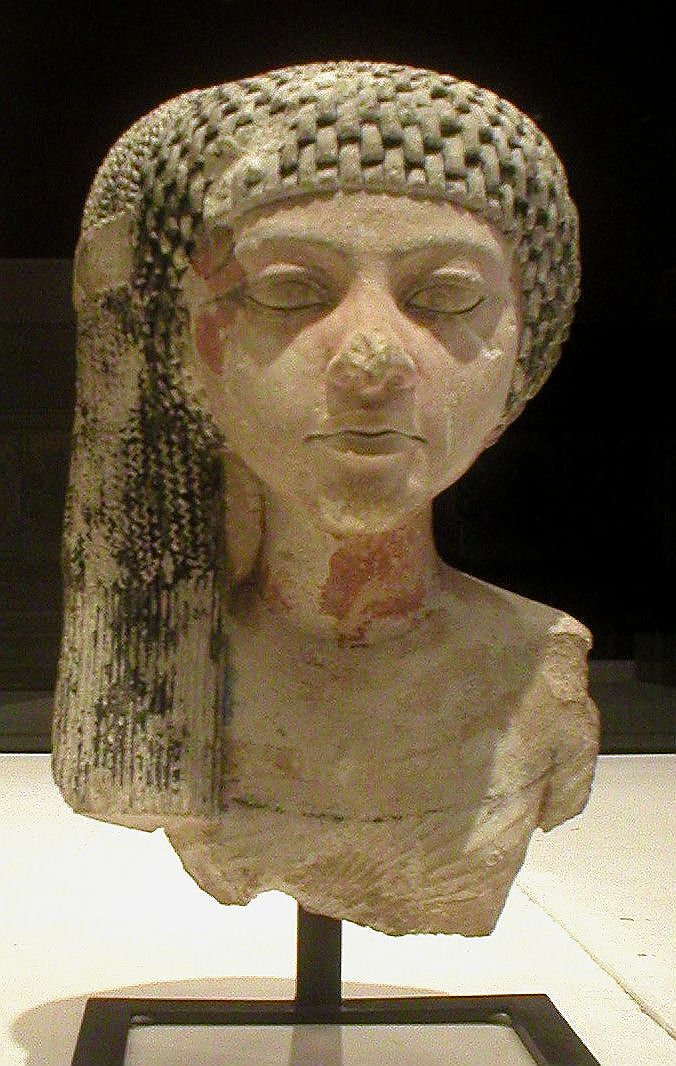
Амарнська принцеса, Лувр.

Амарна, Тель ель-Амарна (араб. تل العمارنة) — поселення на східному березі Нілу, за 287 км на південь від Каїра.
Тут розташовані руїни давньоєгипетського міста Ахетатон («Горизонт Атона»), що його побудував фараон XVIII династії Аменхотеп IV (приблизно 1364–1347 рр. до н. е.), який прийняв ім'я Ехнатон.
Ехнатон побудував тут центр свого культу нового єдиного єгипетського бога Атона, переніс сюди свою резиденцію і столицю давньоєгипетської цивілізації з Фів. Але після смерті Ехнатона культ Атона був зруйнований, столиця повернута в Фіви, і місто Ахетатон було покинуто та забуто.
В єгиптології вживають термін період Амарни або Амарнське мистецтво, що належить до періоду правління цього фараона. Мистецтво тоді продовжувало розвиватися і ускладнюватися. Але в той же час, до кінця періоду Амарни, у мистецтві можна помітити прагнення до простоти.

## Історія Ахетатона
Аменхотеп IV вступив на єгипетський престол в 1353 році до н. е. На шостому році правління він порвав з фіванськими жерцями, які становили тоді найбільший і найвпливовіший прошарок в суспільстві, і колишньою офіційною релігією. Замість старих вірувань він ввів культ бога Атона — «єдиного всеосяйного животворного Сонця», а верховним жерцем нового бога оголосив себе.
Незабаром фараон заборонив богослужіння в честь Амона і всіх колишніх богів, володіння жерців були конфісковані, храми закриті по всій країні, імена богів зішкрібали зі стін громадських будівель. Сам він змінив своє ім'я з Аменхотеп («Амон задоволений») на Ехнатон («Бажаний Атону») і разом з сім'єю, воїнами, ремісниками, новими жерцями, художниками, скульпторами та слугами покинув Фіви — державну столицю і центр культу бога Амона.

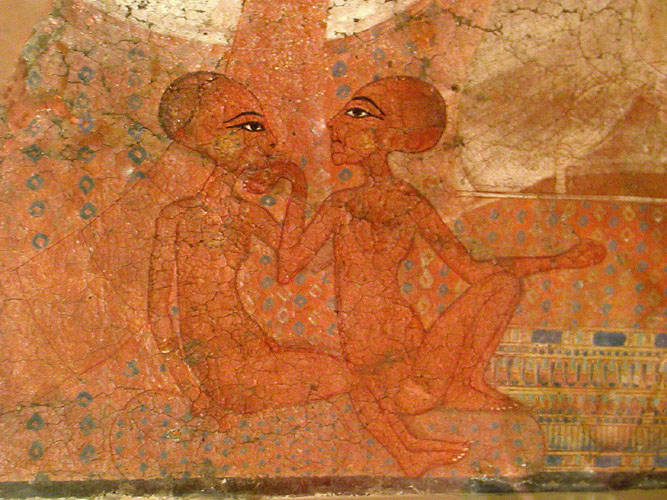
Зображення дочок Ехнатона на стіні Ахетатонського палацу

Спустившись за течією Нілу, фараон вийшов на берег у тому місці, де намічалося будівництво нової столиці. Тут здійснилося жертвоприношення богу Атону.
Щоб за кілька років на порожньому місці побудувати велике місто, не було достатньо зігнати туди велику кількість людей. Просту робочу силу можна було використовувати при зведенні будинків, але для їх обробки були потрібні вправні майстри, які і покрили храм Атона різьбленими зображеннями і написами. Поруч з храмом, під прямим кутом до нього, розташовувався головний палац — найбільша цивільна будівля давньоєгипетського зодчества. Його площа становила 700x300 метрів, не рахуючи суміжних особистих дворів і храму царської сім'ї. Основна частина палацу, як і храм Атона, була зроблена з білого каменю.
Зведене місто з храмами, палацами, садами, парками, багатими кварталами вельмож і ставками було оголошене «землею бога Атона». У цьому місті навіть тип давньоєгипетського храму став абсолютно іншим — всі колишні храми вели зі світла в темряву культової молитовні, яка висвітлювалася тільки світильниками у вівтарів.
Однак, в 1336 році до н. е. Ехнатон помер. Деякі дослідники вважають, що його отруїли, оскільки на одному з розписів зображено замах на нього.
Нові фараони і колишні фіванські жерці відновили свій вплив, і зробили все, щоб викреслити з історії пам'ять про свого попередника, його нового бога і, відповідно, про його столицю. Воєначальник Хоремхеб, що запанував на єгипетському престолі після трьох наступників Ехнатона, почав повсюди переслідувати пам'ять про Ехнатона. За наказом Хоремхеба Ахетатон, до того часу вже і так повністю покинутий жителями, був зруйнований. Місто проіснувало загалом близько 17 років. Потім руїни Ахетатона поступово занесло піском, і їх на кілька тисячоліть вкрило пустелею. Місце, де раніше розташовувалися набережні Ахетатона, до 1880 року було зайнято сільськогосподарськими угіддями, неподалік знаходилися три села.

## Планування міста
Оскільки місто було зведене на місці, до того ніким не заселеному, питання про обмеженість міської території тоді не стояло. Тому для міста були характерні широко розкинуті будинки садибного типу. Планування як бідних, так і багатих будинків не вирізнялося різноманітністю, більш того, характерна особливість всіх споруд — однотипність їх планів. Єдиною істотною відмінністю бідних будинків від багатих було те, що до бідних не прилаштовували молитовні, господарські приміщення і приміщення для рабів.
В центрі міста був великий палац, по окраїнах — заміські палаци, у північній частині міста — палац цариці Нефертіті. У центральному кварталі була канцелярія, від якої до нашого часу збереглися численні клинописні таблички — Тель-ель-Амарнський архів, у західній частині — поліцейський квартал, арсенал і площа для парадів. У південній частині Ахетатона розташовувалися будинки придворних, квартал скульпторів. У майстерні начальника скульпторів Тутмоса були знайдені скульптури Ехнатона і Нефертіті. Північніше були житла чиновників і торговців. По берегах Нілу стояли комори, у гористій частині був царський некрополь. Робочі некрополя жили в кварталі з вузькими вулицями і тісними будинками, які були оточені високою стіною з одними воротами. В околицях Ахетатона, на західному березі Нілу, були виявлені 24 кам'яні усипальниці, більшість з яких залишалися недобудованими.
На пагорбах, які оточували Ахетатон, було безліч вапняних кар'єрів, з яких найбільше відомий кальцитовий кар'єр Хат-Нуб, який єгиптяни називали «золотим». Тут залишилася безліч написів, надряпаних або вибитих на стінах тими, хто видобував вапняк починаючи з часів Стародавнього царства.

### Гробниця Ехнатона
Поблизу Ахетатона розташована порожня гробниця Ехнатона і його дочки Макетатон. Сама мумія Ехнатона після перенесення столиці в Фіви імовірно була перенесена в Долину царів, і нині передбачається що це одна з мумій гробниці KV55.

## Відкриття та розкопки
Відкрили місто фараона-реформатора зовсім випадково. Наприкінці 1880-х років жителька Телль-ель-Амарни, одного з навколишніх сіл, знайшла кілька глиняних табличок з якимись написами. Зрозумівши, що це — ті самі «давнини», якими так цікавляться іноземці, вона розламала таблички на кілька частин, які запропонувала торговцям-перекупникам. Ті поставилися до них досить скептично і запропонували за них вельми низьку ціну. Тільки один з торговців зрозумів, що таблички покриті якоюсь писемністю, і став пропонувати їх різним музеям Європи.
Однак і вчені, які мали багато розчарувань через велику кількість східних підробок, поставилися до табличок з Амарни з недовірою. Лише співробітники Берлінського музею не тільки довели справжність глиняних фрагментів, але і вирішили скупити всі письмові таблички, які до того часу опинилися в різних частинах світу.
Планомірні розкопки в районі Амарни були розпочаті в 1891 році під керівництвом Ф. Пітрі. За освітою Пітрі був хіміком і математиком, потім зайнявся колекціюванням старожитностей, а потім, протягом майже 50 років, був «землекопом з метром і теодолітом в руках». Однак Пітрі, який до цього відкрив вже чимало пам'яток єгипетської історії, незабаром втратив інтерес до розкопок в ель-Амарні.
Тільки в 1907 році Німецьке східне товариство зважилося продовжити розкопки. Керував цими роботами Людвіг Борхардт, який відкрив знаменитий бюст Нефертіті — пам'ятника, який подарував людству зовсім нову сторінку історії давньоєгипетського мистецтва.
Перша світова війна перервала дослідження в ель-Амарні, однак після її закінчення вони були продовжені. Пізніше в розкопках ель-Амарни брали участь Генрі Франкфорт, Чарльз Леонард Вуллі та ін.

## Некрополь Амарни

### Царський некрополь
| №№ | Власник (ймовірний власник)                          | Опис                                                                                           |
| -- | ---------------------------------------------------- | ---------------------------------------------------------------------------------------------- |
| 26 | Ехнатон, Тейе, Кійя, Макетатон, ?Нефертіті-Сменкхара | Модернізований царський тип                                                                    |
| 27 | ?                                                    | Царський тип, сходи з пандусом для спуску саркофага; після першого коридору не зроблено нічого |
| 28 | ?бик Мневіс                                          | Приватний тип, три камери                                                                      |
| 29 | ?царівна Нефернеферура                               | Царський тип, сходи; після четвертого коридору не зроблено нічого                              |
| 30 | ?                                                    | Приватний тип, маленька, незакінчена                                                           |

1. Хуа, доглядач гарему.
2. Мері-Ра II, скарбник і розпорядник скарбниці.
3. Ахмос (Ах-Космос), верховний сановник, начальник сільських угідь в Амарні.
4. Мері-Ра I, верховний жрець Атона.
5. Пента (Пенджу), головний лікар.
6. Панехсі (Пі-нхас), один з мінімум 4-х перших жерців Атона («раб перший Атона в будинку Атона в Ахетатоні»).
7. Пареннефер, архітектор.
8. Туту, камергер (придворний титул).
9. Маху, начальник міської варти.
10. Іпі, Розпорядник державної землі.
11. Ра-Космос (Рамоз), генерал.
12. Нахтпаатон, чаті (візир).
13. Неферхеперусехепер, «префект» міста Ахетатон.
14. Майа, головний, «розпорядник війська владики обох земель».
15. Суї, носильник сандалій.
16. Сутау, розпорядник скарбниці.
17. Ані, переписувач жертвоприношень на честь Атона.
18. Паатонемхеб (Харемхаб), керуючий господарством царя і начальник робіт в Ахетатоні.
19. Хеперхепрура Ітнечер Айа, фараон.